# Антонелла
Антоне́лла (исп. Antonella) — аргентинская теленовелла из 165 серий. В главных ролях Андре́а Дель Бо́ка и Густаво Берму́дес. Режиссёром выступил отец Андреа Николас Дель Бока, сценарий был написан её зятем Энрике Торресом (Торрес писал образ главной героини специально для Андреа).
Производство аргентинских студий Artear S. A. и Sonotex в 1992 году. Сценарий — Энри́ке То́ррес, режиссёр Ни́колас Дель Бока (отец Андреа).
В России впервые показан на канале 2х2 в 1996 году. В 1999 году шёл повторный показ на РТР. На русский язык роли озвучивали Александр Клюквин, Владимир Ерёмин и Татьяна Васильева. Также транслировался на украинском канале СТБ.

## Сюжет
Красивая девушка по имени Антонелла, скрываясь под одеждами весёлого клоуна Плин-Плин (Plin-Plin), показывала своё очередное выступление на улице вместе с другом Лоренцо, когда к ним подошёл мальчик Федерико, сын богатого сеньора — Николаса Корнехо-Мехия. Николас, очарованный Антонеллой, приглашает её на ужин в дорогой ресторан.
Следующая их встреча произошла совершенно случайно. Сестра Антонеллы — Наталья, по невероятному стечению обстоятельств работала секретарём Николаса в семейной фирме Корнехо-Мехия и жила в его квартире, которую он любезно предоставил бедствующей девушке. Она была влюблена в своего босса. Увидев недавнего знакомого в гостях у сестры, Антонелла молча влепила ему пощёчину вместо приветствия. К такому обращению холёный наследник явно не привык.
Желая провернуть одно важное дело, Николас подкупает двух влиятельных политиков и все подтверждающие документы отдаёт на хранение Наталье. Его кузен Гастон, завидующий брату и люто ненавидящий его, желая занять место главы фирмы, решил заполучить папку любой ценой. Он посылает двух человек к Наталье, чтобы отобрать папку силой, но та, только вчера почуяв неладное, передала бумаги Антонелле. Не добившиеся от девушки результата люди Гастона выбрасывают её из окна.
Чтобы скрыть следы преступления, они пишут предсмертную записку от лица Натальи, и теперь, для всей общественности, бедная девушка покончила жизнь самоубийством…
Зная свою сестру, Антонелла, конечно же, не поверила этому и решила докопаться до истины. Подозревая Николаса Корнехо-Мехия в смерти Натальи, используя шантаж, она попадает в его дом в качестве секретарши доньи Лукреции — бабушки Николаса и Гастона, главной владелицы фирмы и начинает расследование втайне от всех обитателей особняка.
Со временем Антонелла становится не в силах совладать с собственным сердцем и влюбляется в Николаса, который отвечает ей взаимностью, а Миранда становится для него лишь официальным лицом, называемым «невеста». Но Миранда хочет во что бы то ни стало заполучить Николаса и строит всяческие козни Антонелле. Влюблённые преодолевают множество преград: сплетни, интриги, постоянные сомнения, болезнь, невозможная беременность, потеря нерожденного ребёнка и даже чёрная магия.

## В ролях
- Андреа дель Бока — Антонелла
- Густаво Бермудес — Николас Корнехо Мехия
- Луис Луке — Гастон Корнехо Мехия
- Ильда Бернард — Лукреция Корнехо Мехия
- Хорхе д'Элия — Карло Мориконе
- Вирхиния Инносенти — Миранда
- Мими Арду — Ракель Корнехо Мехия
- Умберто Серрано — Факундо Корнехо Мехия
- Освальдо Тессер — Абелярдо
- Моника Галан — Паула
- Диего Боссоло — Федерико Корнехо Мехия
- Освальдо Гиди — Артуро Мацео
- Гастон Мартелли — Лоренцо Мориконе
- и другие.